# Bartok den Mægtige
Bartok den Mægtige (eng: Bartok the Magnificent) er en amerikansk tegnefilm fra 1999

## Eksterne Henvisninger
- Bartok den Mægtige på Internet Movie Database (engelsk)
- Bartok den Mægtige i Svensk Filmdatabas (svensk)
- Bartok den Mægtige på AlloCiné (fransk)
- Bartok den Mægtige på MovieMeter (nederlandsk)
- Bartok den Mægtige på AllMovie (engelsk)
- Bartok den Mægtige hos Behind The Voice Actors (engelsk)
- Bartok den Mægtige hos British Film Institute (engelsk)
- Bartok den Mægtige på Turner Classic Movies (engelsk)
- Bartok den Mægtige på The Movie Database (engelsk)
- Bartok den Mægtige på Rotten Tomatoes (engelsk)